# Raseborg (Verwaltungsgemeinschaft)

Lage der Verwaltungsgemeinschaft Raseborg in Finnland

Die Verwaltungsgemeinschaft Raseborg (finnisch Raaseporin seutukunta, schwedisch Raseborg ekonomisk region), bis 2008 Verwaltungsgemeinschaft Ekenäs (Tammisaaren seutukunta, Ekenäs ekonomisk region) ist eine von vier Verwaltungsgemeinschaften (seutukunta) in der finnischen Landschaft Uusimaa. Zu ihr gehört der westliche, zu großen Teilen schwedischsprachige Teil von Uusimaa. Ihren heutigen Namen erhielt die Verwaltungsgemeinschaft Raseborg zum Jahresbeginn 2009, als sich die zuvor namensgebende Stadt Ekenäs mit Karis und Pohja zur neuen Stadt Raseborg vereinigte.
Zur Verwaltungsgemeinschaft Raseborg gehören folgende drei Städte und Gemeinden:
- Hanko (Hangö)
- Ingå (Inkoo)
- Raseborg (Raasepori)